# Sevilla
Sevilla (špansko Sevilla) je s 700.000 prebivalci kulturno, politično in finančno/gospodarsko središče južne Španije in središče province Sevilla. Sevilla je glavno mesto pokrajine Andaluzija in hkrati četrto največje metropolitansko območje v Španiji (več kot 1,2 milijona ljudi). Nahaja se na planoti reke Guadalquivir in ima povprečno nadmorsko višino 7m. Prebivalci mesta se imenujejo Sevillanos (ženska oblika imena: Sevillanas) ali hispalenses po rimskem poimenovanju mesta, Hispalis.

## Ime

### Etimologija
Spal je najstarejše znano ime za Sevillo. Zdi se, da je nastalo v času feničanske kolonizacije Tartezijske kulture v jugozahodni Iberiji, po mnenju Manuela Pellicera v katalonščini pomeni "nižinsko" v feničanske jeziku (podobno v hebrejščini Shfela). V času Rimljanov se je ime latiniziralo kot Hispalis. Po mavrski invaziji je bilo to ime prilagojeno v arabščino kot Ishbiliyya (arabsko أشبيلية, iz gršščine Σεβίλλη, Sebílle); zaradi fonetike ime Sevilla izhajati iz Ishbiliyya.

### Moto
"NO8DO" je uradni moto Seville. Verjamejo, da se rebus špansko glasi Ne me ha dejado kar pomeni Sevilla me ni zapustila, z osem na sredini predstavlja madeja ali klobčič volne. Legenda pravi, da je naslov dal kralj Alfonz X., ki je imel stalno prebivališče v Alcazarju mesta in so ga podpirali državljani, ko se je njegov sin, kasneje Sančo IV. Kastiljski, skušal polastiti prestola. Emblem je prisoten na občinski zastavi in predmetih v lasti mesta, kot so pokrovi jaškov in grob Krištofa Kolumba v katedrali.

## Zgodovina

### Zgodnje dobe
Sevilla je stara več kot 2200 let. Skozi zgodovino so mnoge civilizacije pustile svoj pečat v mestu in to je pripomoglo k temu da ima mesto še poseben čar. Sevilla ima zelo dobro ohranjen zgodovinski center. Čeprav ima močan srednjeveški, renesančni in baročni pridih, se v mestu še najbolj čuti pridih arabske kulture.
Mitološki ustanovitelj mesta je Herkul (Heraklej), pogosto označen kot feničanski bog Melqart. Mit pravi, da se je dvignil preko Gibraltarske ožine do Atlantika in ustanovil trgovske postaje na sedanjih lokacijah Cádiza in Seville.
V Rimskem času je bilo mesto znano kot Hispalis. V bližini Seville je zelo dobro ohranjeno rimsko mesto Italica (Santipoce), ki nam lahko da dobro predstavo o tem kako naj bi izgledal Hispalis v Rimskem obdobju. Pomembni ostanki so tudi v bližnjem mestu Carmona. Obzdije okoli mesta je bilo prvotno postavljeno v času Julija Cezarja, vendar je današnji potek in izgled obzidja delo Mavrov. Drugi rimski ostanki v Sevilli so še akvadukt, tempelj v ulici Mármoles, stebri La Alameda de Hércules in situ, podzemni Antiquarium stavbe Metropol Parasol in ostanki v četrti Patio de Banderas v bližini od katedrale.
V 5. in 6. stoletju, so večkrat uspešno osvojili rimski provinci Hispanio in Baetico Vandali, Svebi in Vizigoti.

### Doba Mavrov
Mavri so zasedli Sevillo med osvojitvijo Hispalisa leta 712. Sevilla je bila glavno mesto Umjadskega kalifata, dinastije Almoravidov in dinastije Almohadov od 8. do 13. stoletja. Leta 1248 je vojska kralja Fernanda III. Kastiljskega, zmagala in zasedla Sevillo.
Mavrski urbani vpliv se je nadaljeval in je prisoten še danes v sodobni Sevilli, zapuščina za katero so hvaležni tako učenjaki kot popotniki.
Večina stavb z mavrskim slogom spada v Mudéjar islamsko umetnost, razvit pod krščansko vladavino. Vendar pa so ostali nekateri originalni elementi pri javnih zgradbah, urbane strukture v zgodovinski četrti, večji del mestnega obzidja, prav tako pa deli mestne palače Patio del Yeso v Alcázarju in stolnice (zvonik imenovan Giralda). Zvonik je bil predelan iz minareta velike mošeje. Alcázar in stolnica sta oba vpisana v UNESCO-ovo svetovno dediščino.

### Kastiljska vladavina
Leta 1247 je krščanski kralj Ferdinand III. Kastiljsli začel osvajati Andaluzijo. Po osvojitvi Jaéna in Córdobe, ki je obsegla tudi vasi, ki so obkrožale mesto (Carmona Lora del Rio in Alcalá del Rio) in so hranile stalno vojsko v bližini, je obleganje trajalo petnajst mesecev. Odločilno ukrepanje je potekalo maja 1248, ko je Ramon Bonifaz priplul navzgor po reki Guadalquivir in prekinil Trianov most, in odrezal mesto od kmetij v okraju Aljarafe. Mesto se je  predalo 23. novembra 1248.
Razvoj mesta se je nadaljeval po kastiljski osvojitvi. Zgrajene so bila različne javne stavbe, tudi cerkve, od katerih so bile mnoge v slogu Mudéjar, seviljska stolnica, zgrajena v 15. stoletju, pa kot gotska arhitektura . Mavrska palača je postala rezidenca kastiljskih kraljev in v času vladavine Petra I. Kastiljskega ga je zamenjal Alcázar (zgornje nadstropje še vedno uporablja kraljeva družina kot uradno prebivališče v Sevilli).

#### Pogrom 1391
Leta 1391, arhidiakon Ferrant Martinez zaprte vse sinagoge v Sevilli in jih pretvori v cerkve, kot na primer Santa María la Blanca in si prisvoji tudi Židovsko četrt z zemljo in trgovinami (danes v sodobni četrti "Barrio Santa Cruz"). Med anti-judovskim pogromom je bilo na tisoče ljudi ubitih, drugi pa so bili prisiljeni se spreobrniti. Plaza de San Francisco je bil mesto za "avtos de fé". Sprva je bila dejavnost inkvizicije omejena na škofije Sevilli in Cordobi, kjer je Alonso de Hojeda izvajal dejavnost spreobrnjena.Prvi auto de fé je potekal v Sevilli 6. februarja 1481, ko je bilo šest ljudi živi zažganih. Alonso de Hojeda sam držal pridigo. Inkvizicija je nato hitro rasla. Leta 1492 so obstajala sodišča v osmih kastiljskih mestih: Ávila, Córdoba, Jaén, Medina del Campo, Segovia, Sigüenza, Toledo in Valladolid.  Z Alhambra odlokom so bili vsi Judje prisiljeni spremeniti vero v katoliško ali so bili izgnani iz Španije.

### Zlata doba
Po Kolumbovem odkritju Novega sveta leta 1492 in trgovanju za Kastiljsko krono je mesto ogromno pridobilo, saj je moral ves tovor, ki je prišel iz Novega sveta skozi Casa de Contratacion preden je bil lahko razvožen po vse Španiji. Tako se je začela Zlata doba razvoja v Sevilli, saj je bila edino pristanišče, ki je dobilo kraljevi monopol za trgovanje z rastočimi španskimi kolonijami v Ameriki. Ker so lahko le ladje, ki so izplule in priplule v Sevillo, trgovale s kolonijami v Ameriki, so morali trgovci iz Evrope in drugih trgovskih središč priti v Sevillo, da so lahko kupili izdelke iz Novega sveta.
V prvih sto letih po odkritju Amerike se je število prebivalcev povečalo na skoraj milijon ljudi.
V poznem 16. stoletju je bil monopol razdeljen, saj je tudi mesto Cádiz tudi dobilo dovoljenje za trgovanje. Velika kuga v Sevilli je leta 1649 zmanjšala število prebivalcev za skoraj polovico in mesto si ni opomoglo vse do zgodnjega 19. stoletja.
V 18. stoletju je mednarodna pomembnost Seville upadala zaradi zamuljevanja reke Guadalquivir, kar je pomenilo da se ni dalo več pluti po reki navzgor in mesto je šlo v počasni ekonomski zaton. Karel III. Španski je spodbujal razvoj industrije. Gradnja Real Fábrica de Tabacos (Kraljeve tobačne tovarne) se je začela leta 1728, s prozidki še naslednjih 30 let. To je bila druga največja stavba v Španiji za kraljevim prebivališčem El Escorial. Od leta 1950 je bil sedež rektorata Univerze v Sevilli, skupaj s šolo za pravo, filologijo, zemljepis in zgodovino.
V mestu so se izvajale velike opere, med njimi Beethovnov Fidelio, Mozartova Figarova svatba in Don Giovanni, Rossinijev Seviljski brivec in Bizetova Carmen.
Sevilla je leta 1758 postala sedež Španskega deželnega tiska z objavo svojega prvega časopisa Hebdomario útil de Seville, prvega tiskanega v Španiji izven Madrida.

### 19. in 20. stoletje
Med letoma 1825 in 1833, je Melchor Cano deloval kot glavni arhitekt v Sevilli. Najboljše urbanistične in arhitekturne spremembe v mestu so bile narejene z njim in njegovim sodelavcem Jose Manuel Arjona y Cuba.
Industrijska arhitektura ohranjena do danes, je iz prve polovice 19. stoletja in zajema tovarno keramike nameščene v kartuzijanskem samostanu v La Cartuja od leta 1841, last družine Pickman in zdaj dom v El Centro Andaluz de Arte Contemporáneo (CAAC), ki upravlja zbirke Museo de Arte Contemporáneo de Sevilla. Prav tako domuje v župnišču v UNIA.
V letih, ko je vladala kraljica Izabela II. Španska, okoli 1843-1868, je seviljska buržoazija investirala v gradbeništvo neprimerljivo v zgodovini mesta. Most Izabele II., bolj znan kot most Triana, izvira iz tega obdobja; ulična razsvetljava je bila razširjena po občini, večina ulic je bila v tem obdobju tlakovana.
V drugi polovici 19. stoletja se je v Sevilli začela širitev zaradi prihoda železnice. Na vzhodu in jugu rastejo nova naselja. Za zagotavljanje električne energije v celotni občini je bila ustanovljena leta 1894 družba Sevillana de Electricidad, leta 1901 je bila odprta železniška postaja Plaza de Armas. Muzej lepih umetnosti (Museo de Bellas Artes de Sevilla) je bil odprt leta 1904.
Vodnjak Hispalis in hotel Alfonz XIII. sta bila zgrajena v okviru ibero-ameriške razstave leta 1929 v Puerta de Jerez.
Leta 1929 je mesto gostilo ibero-ameriško Exposition, ki je pospešila širitev mesta na jug in ustvarila nove javne prostore, kot so Plaza de España, Maria Luisa Park. Ne dolgo pred odprtjem, je španska vlada začela modernizacijo mesta, da bi se pripravila na pričakovane množice, s postavljanjem novih hotelov in razširitvijo srednjeveških ulic, da bi omogočila gibanje avtomobilov.
Na začetku španske državljanske vojne leta 1936 je Sevilla je zelo hitro padla. General Queipo de Llano je izvedel državni udar in hitro zajel mestno središče. Radio Sevilla je nasprotoval vstaji in pozval kmete, naj pridejo v mesto po orožje, medtem ko je skupina delavcev ustanavljala barikade. De Llano je nato zajel Radio in ga uporabil za oddajanje propagande v imenu sil Frankistov. Po začetnem prevzemu mesta se je odpor nadaljeval med delavskim razredom, dokler ni bilo serije srditih povračilnih ukrepov.
Pod Franciscom Francom je bila Španija v drugi svetovni vojni uradno nevtralna in tako kot drugod po državi, je tudi Sevilla ostala večinoma gospodarsko in kulturno izolirana od zunanjega sveta.
Leta 1953 je bila odprta ladjedelnica, ki je na koncu 1970-tih zaposlovala več kot 2.000 delavcev. Pred izdajo uredbe o mokriščih v porečju Guadalquivir, je Sevilla utrpela redne hude poplave. Morda najhujše od vseh so bile poplave, ki so se zgodile v novembru 1961, ko je reka Tamarguillo prestopila bregove kot posledica hudega naliva dežja in je morala Sevilla razglasiti alarm.
Po koncu diktature Franca so bile izvedene prve demokratične volitve v mestni svet. 5. novembra 1982 je papež Janez Pavel II. obiskal Sevillo, pri maši na sejmišču je bilo pol milijona ljudi. Drugič je mesto obiskal 13. junija 1993, na mednarodnem evharističnem kongresu.
V letu 1992, ki sovpada s petstoletnico odkritja Amerike, je Universal Exposition potekala v Sevilli šest mesecev, zaradi  je bilo izboljšano lokalno komunikacijsko omrežje in infrastruktura: končana je bila obvoznica in zgrajene nove avtoceste; nova železniška postaja Santa Justa se je začela graditi leta 1991, med Madridom  in Sevillo je začel delovati sistem španske železnice visokih hitrosti, Alta Velocidad Española (AVE). Letališče Aeropuerto de Sevilla je bilo razširjeno z novo zgradbo terminala, ki jo je zasnoval arhitekt Rafael Moneo, narejene so bile še številne druge izboljšave. Monumentalni most Puente del Alamillo čez Guadalquivir, ki ga je zasnoval arhitekt Santiago Calatrava je bila zgrajen, da se omogoči dostop do otoka La Cartuja, mesto množičnih razstav. Nekateri objekti so ostali na mestu po razstavi in so bili vključeni v znanstveni in tehnološki parki Cartuja 93.

### 21. stoletje
Leta 2004 se je začel projekt Metropol Parasol za oživitev Plaza de la Encarnacion, ki se je leta uporabljal kot parkirišče in bil videti kot mrtvo mesto. Gradnja je bila zaključena marca 2011.

## Geografija

### Topografija
Sevilla ima površino 140 km2, po podatkih Državne topografske karte (Mapa Topográfico Nacional).  Mesto leži v rodovitni dolini reke Guadalquivir. Povprečna nadmorska višina je 7 metrov. Večina mesta je na vzhodni strani reke, medtem ko so Triana, La Cartuja in Los Remedios na zahodni strani. Regija Aljarafe leži na zahodu in šteje kot del metropolitanskega območja. Mesto meji na severu z La Rinconada, La Algaba in Santiponce, na vzhodu z Alcalá de Guadaira, na jugu z Dos Hermanas in Gelves in na zahodu s San Juan de Aznalfarache, Tomares in Camas.

### Podnebje
Sevilla ima subtropsko sredozemsko podnebje (KÖPPEN Csa). [27] Kot večina s sredozemskim podnebjem, ima Sevilla bolj suho poletje in mokro zimo. Povprečna letna temperatura je 25 °C podnevi in 13 °C ponoči.
Po mestu Córdoba (tudi v Andaluziji) je Sevilla, med vsemi mesti, kjer živi več kot 100.000 prebivalci, najbolj vroča v celinski Evropi, s povprečnimi dnevnimi temperaturami v juliju 36,0 °C. Vsako leto temperatura večkrat presega 40 °C. Najhladnejši temperaturni ekstrem -8,2 °C  je bil registriran na meteorološki postaji na letališču 28. januarja 2005. Zgodovinski rekord (sporni) 50.0 °C je bil zabeležen 4. avgusta 1881. Obstaja neakreditiran zapis Nacionalnega inštituta za meteorologijo 47,2 °C iz 1. avgusta 2003

### Četrti in soseske
Sevilla ima 11 okrožij, nadalje razdeljenih na 108 sosesk
| - Casco Antiguo - Distrito Sur - Triana - Macarena - Nervión - Los Remedios | - Este-Alcosa-Torreblanca - Cerro-Amate - Bellavista-La Palmera - San Pablo-Santa Justa |

## Glavne znamenitosti
- Stolnica svete Marije je bila zgrajena v letih od 1401 do 1519 po rekonkvisti Seville, na mestu nekdanje mošeje.  Sodi med največje srednjeveške gotske stolnice tako po površini kot prostornini. Ima največjo cerkveno ladjo v Španiji, ki je bogato okrašena z veliko količino zlata. V stolnici so obdržali in uporabili nekatere stebre in druge elemente iz mošeje, od katerih je najbolj znana Giralda, originalno minaret, sedaj zvonik. Na vrhu zvonika je kip, znan kot El Giraldillo, ki predstavlja vero. V notranjosti stolpa so naredili klančine namesto stopnic, tako da so omogočili dostop na vrh s konji.
- Alcázar (kraljeva palača), ki stoji nasproti stolnice je bil narejen na mestu mavrske palače. Gradnja se je začela leta 1181 in se je nadaljevala več kot 500 let. Narejena je večinoma v slogu Mudéjar in pa v renesančnem slogu. Vrtovi so mešanica mavrske, renesančne in angleške tradicije.
- Torre del Oro (zlati stolp) je bil namenjen kot opazovalni stolp in obramba na reki. Preko reke je bila napeta veriga, da je preprečila ladjam vstop v rečno pristanišče.
- Casa consistorial de Sevilla (Mestna hiša) je bila zgrajena v 16. stoletju, v visokem plateresco slogu, delo mojstra arhitekta Diego de Riaño. Fasada Plaza Nueva je bila zgrajena v 19. stoletju v neoklasicističnem slogu.
- Palača San Telmo, prej Univerza Mornarjev in kasneje semenišče, je zdaj sedež za andaluzijske avtonomne vlade. To je ena izmed najbolj simboličnih stavb baročne arhitekture, predvsem z njeno svetovno znano churriguereskno glavno fasado in impresivno kapelo.
- Kraljeva tobačna tovarna (Real Fábrica de Tabacos) se nahaja na prvotnem mestu prve tobačne tovarne v Evropi, ki je v veliki stavbi iz 18. stoletja v baročnem slogu in domnevno navdih za opero Carmen.
- Metropol Parasol na trgu La Encarnación je največja lesena konstrukcija na svetu. Spomenik kot dežnik, je stavbo zasnoval nemški arhitekt Jürgen Mayer, končali so jo v letu 2011. Ta moderna arhitekturna struktura pokriva osrednji trg in podzemni arheološki kompleks. Terasa na strehi je mestno razgledišče.
- Archivo General de Indias se lahko pohvali z izredno dragocenimi arhivskimi dokumenti, ki ponazarjajo zgodovino španskega imperija v Ameriki in na Filipinih. Stavba, nenavadno spokojna in italijanski primer španske renesančne arhitekture, je oblikoval Juan de Herrera.
- Plaza de España v parku Maria Luisa (Parque de Maria Luisa), je bila zgrajena za leta 1928 za Exposición Ibero-Americana leta 1929. Njen arhitekt je Aníbal González.
- Soseska Triana, ki se nahaja na zahodnem bregu reke Guadalquivir, je igrala pomembno vlogo v zgodovini mesta in je samo po sebi je ljudski spomenik in kulturno središče.
- La Macarena se nahaja na severni strani mesta. Vsebuje nekaj pomembnih spomenikov in verskih objektov, kot je Muzej in katoliška cerkev La Macarena ali Hospital de las Cinco Llagas.

Najbolj pomembno umetniško zbirko v Sevilli hrani Muzej lepih umetnosti ( Museo de Bellas Artes de Sevilla). Ustanovljen je bil leta 1835 v nekdanjem samostanu La Merced. Hrani številne mojstrovine slikarjev Murillo, Pacheco, Zurbarán, Valdés Leal in drugih mojstrov baročne seviljske šole, pa tudi flamske slikarje iz 15. in 16. stoletja.

## Promet

### Avtobus
Za avtobusno omrežje v mestu skrbi TUSSAM (Transportes Urbanos de Sevilla), ki. Consorcio de Transportes de Sevilla skrbi za avtobusne povezave z vsemi satelitskimi mesti okrog Seville.
Dve avtobusni postaji služita za prevoz med okoliškimi območji in drugimi mesti: postaja Plaza de Armas za destinacije na severu in zahodu, kot tudi z Lizbono na Portugalskem in postaja Prado de San Sebastián, ki pokriva poti na jug in vzhod. Plaza de Armas postaja ima neposredne avtobusne linije do številnih španskih mestih in z Lizboni na Portugalskem

### Metro
Metro ("Metro de Sevilla" v španščini) je nadzemna metro mreža v mestu Sevilla in njenem metropolitanskem območju. Sistem je popolnoma neodvisen od kateregakoli drugega železniškega ali uličnega prometa. Vse postaje so bile zgrajene s platformo z zaslonskimi vrati.
To je bil šesti sistem Metro zgrajen v Španiji, po tistih v Madridu, Barceloni, Valenciji, Bilbau in Palmi de Mallorci. Trenutno je peto največje Metro podjetje v Španiji, po številu prepeljanih potnikov (več kot 12.000.000 v letu 2009).

### Tramvaj
MetroCentro je tramvajska proga v središču mesta. Delovati je začela oktobra 2007..
Tramvaj ima samo pet postajališč: Plaza Nueva, Archivo de Indias, Puerta de Jerez, Prado de San Sebastian in San Bernardo, vse kot del prve faze projekta. Pričakovati je, da se bo razširila do postaje Santa Justa AVE, vključno s štirimi novimi postanki: San Francisco Javier, Eduardo Dato, Luis de Morales in Santa Justa. Ta razširitev je bila začasno preložena.

### Železnica
Železniška postaja Santa Justa je del AVE železniškega sistema za vlake visokih hitrosti in jo upravlja prej v državni lasti, železniško podjetje Renfe. Ima pet linij primestne železnice (Cercanías) in navezuje mesto z metropolitanskimi območji. Sevilla leži na Red Ciudades AVE mreži in je povezana s 17 večjimi mesti v Španiji z vlakom za visoke hitrosti.

### Kolo
Sevici je občinski kolesarski program integriran v omrežje javnega potniškega prometa. Kolesa so na voljo za najem po mestu z nizkimi stroški. Zelene kolesarske steze pa je mogoče videti na večini glavnih ulic. Število ljudi, ki uporabljajo kolo kot prevozno sredstvo v Sevilli se je znatno povečalo v zadnjih letih. Po ocenah leta 2013 je 8,9 odstotka vseh prevozov v mestu (in 5,6 odstotka vseh potovanj, vključno s tistimi peš) narejeno s kolesom. As of 2013, an estimated 8.9 percent of all mechanized trips in the city (and 5.6 percent of all trips including those on foot) are made by bicycle.
Najem Sistema javnega kolesa financira lokalni operater v zameno za oglaševanje  in ima več kot 10-letno licenco za izkoriščanje mestnih panojev.

### Letališče
Letališče San Pablo je glavno letališče v Sevilli in je drugo najprometnejše andaluzijsko letališče za Malago. Letališče odpravi 4.051.392 potnikov in okoli 5.000 ton tovora (podatek 2009). Ima en terminal in eno vzletno-pristajalno stezo.

### Pristanišče
Sevilla je edino komercialno rečno pristanišče Španije in edino celinsko mesto kamor lahko pridejo ladje za križarjenje v zgodovinsko središče. 21. avgusta 2012 je priplula doslej največja potniška ladja Azamara Journey na obisk mesta. To plovilo pripada ladjarski družbi Royal Caribbean in lahko sprejme do 700 potnikov.

### Ceste
Sevilla ima eno obvoznico, SE-30, ki se povezuje s hitro cesto A-4 na jugu, ki neposredno komunicira z mestom Cádiz, Cordobo in Madrid. Prav tako ima še dvojno vozišče, A-92, ki povezuje mesta Estepa, Antequera, Granada, Guadix in Almeria in A-49 ki povezuje Sevillo z Huelva in Algarve na jugu Portugalske.

## Pobratena mesta
- Sighnaghi, Gruzija
- Angers, Francija
- Baler, Filipini
- Tarija, Bolivija
- Barcelona, Španija
- Buenos Aires, Argentina
- Columbus, ZDA
- Guadalajara, Mexico
- Kansas City, ZDA
- Havana, Kuba
- Rabat, Maroko
- Tifariti, Zahodna Sahara
- Ho Chi Minh City, Vietnam
- Caracas,  Venezuela (2012)

In partnersko mesto:
- Kraków, Poljska (2002)

## Galerija
- zvonik Giralda
- Plaza de España (Španski trg)
- Vodnjak pred katedralo sv. Marije
- Streha v notranjosti palače Alcázar
- Vrtovi v palači Alcázar
- Ulica v antičnem Rimskem mestu Itlica